# Karl Nag
Karl Henriksen Nag (ur. 10 listopada 1893 w gminie Strand, zm. 9 sierpnia 1975 w Stavanger) – norweski wioślarz. Brązowy medalista olimpijski. Brat Theodora Naga. 
Nag uczestniczył w igrzyskach olimpijskich w Antwerpii (1920) w jednej konkurencji wioślarstwa: ósemka mężczyzn (3. miejsce; wraz z Conradem Olsenem, Adolfem Nilsenem, Håkonem Ellingsenem, Thorem Michelsenem, Arnem Mortensenem, Theodorem Nagem, Tollefem Tollefsenem i Thoralfem Hagenem).